# Elisabeth von Gutmann
Elisabeth von Gutmann, detta Elsa (nome completo in tedesco Elisabeth Sarolta; Vienna, 6 gennaio 1875 – Vitznau, 28 settembre 1947), è stata principessa consorte del Liechtenstein dal 1929 al 1938, come moglie di Francesco I.

## Biografia

### Infanzia
Elisabeth nacque a Vienna nell'Austria-Ungheria, era la figlia di Wilhelm Isak, Ritter von Gutmann, e della sua seconda moglie Ida Wodianer. Suo padre era un uomo d'affari ebreo originario della Moravia, la sua società commerciale del carbone aveva una posizione di leadership nel mercato occupato dalla monarchia asburgica,  fu nominato cavaliere nel 1878 dall'Imperatore Francesco Giuseppe I. Tra il 1891–1892, egli fu presidente della Comunità Israelita di Vienna.

### Primo matrimonio
Elisabeth sposò a Vienna il barone ungherese Géza Erős de Bethlenfalva (1866-1908) il 1 febbraio 1899. Il 7 agosto 1908, egli morì giovane. Non ebbero figli.

### Secondo matrimonio

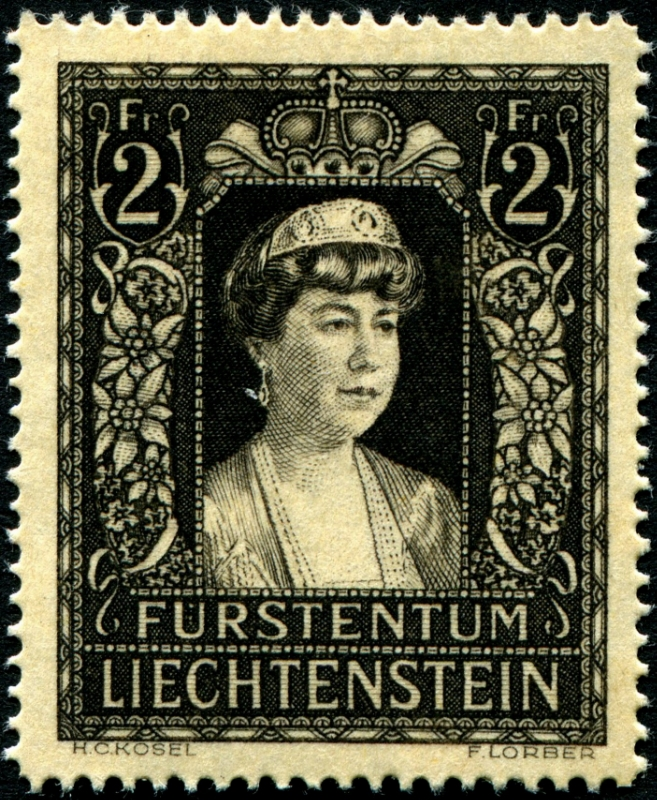
La principessa Elisabeth von Gutmann su di un francobollo

Nel 1914 conobbe al fondo di soccorso per i soldati il Principe Francesco di Liechtenstein. Il fratello del Principe Francesco, il Principe Giovanni II non approvava questa relazione. L'11 febbraio 1929 il Principe Francesco successe sul trono a suo fratello come Francesco I. Il 22 luglio 1929 Elisabeth e Francesco I si sposarono a Vienna. Non ebbero figli. Sua moglie era, da ricca donna ebrea viennese, identificata dai locali nazisti del Liechtenstein come il loro "problema" ebreo. Sebbene il Liechtenstein non aveva un partito nazista ufficiale, un movimento di simpatia nazista covava da anni all'interno del suo partito di Unione Nazionale.
Al principio del 1938, appena dopo l'annessione dell'Austria nella Grande Germania nazista, l'ottantaquattrenne Principe Francesco I abdicò, nominando il trentunenne cugino di terzo grado, il Principe Francesco Giuseppe II, come suo successore.

### Vedovanza e morte
Dopo la morte di suo marito nel 1938, la principessa condusse una vita ritirata e risiedette a Semmering Pass. In seguito all'annessione dell'Austria alla Germania nazista andò in esilio in Svizzera, dove morì a Vitznau nel 1947.
Fu la prima principessa ad essere sepolta non a Vranov, ma nella nuova cripta reale nei pressi della Cattedrale di Vaduz.

## Titoli e trattamento
- 6 gennaio 1875 – 1 febbraio 1899: Signorina Elisabeth von Gutmann
- 1 febbraio 1899 – 22 luglio 1929: Baronessa Géza Erős de Bethlenfalva
- 22 luglio 1929 – 25 luglio 1938: Sua Altezza Serenissima, la Principessa del Liechtenstein
- 25 luglio 1938 – 28 settembre 1947: Sua Altezza Serenissima, la Principessa vedova del Liechtenstein

## Ascendenza
|                                  |   |                       | Genitori                |  |  | Nonni |  |  | Bisnonni           |  |  | Trisnonni     |  |
|                                  |   |                       |                         |  |  |       |  |  | Isak Kelin Gutmann |  |  | David Gutmann |  |
|                                  |   |                       |                         |  |  |       |  |  | Isak Kelin Gutmann |  |  | David Gutmann |  |
|                                  |   | …                     |                         |  |  |       |  |  | Isak Kelin Gutmann |  |  |               |  |
| Marcus Leopold Gutmann           |   |                       |                         |  |  |       |  |  | Isak Kelin Gutmann |  |  |               |  |
|                                  |   | Elise Wolf            | …                       |  |  |       |  |  |                    |  |  |               |  |
|                                  |   | Elise Wolf            | …                       |  |  |       |  |  |                    |  |  |               |  |
|                                  |   | Elise Wolf            | …                       |  |  |       |  |  |                    |  |  |               |  |
| Wilhelm Isak, Ritter von Gutmann |   | Elise Wolf            |                         |  |  |       |  |  |                    |  |  |               |  |
|                                  |   | Anschel Spira-Fränkel | Schaltiel Spira-Fränkel |  |  |       |  |  |                    |  |  |               |  |
|                                  |   | Anschel Spira-Fränkel | Schaltiel Spira-Fränkel |  |  |       |  |  |                    |  |  |               |  |
|                                  |   | Anschel Spira-Fränkel | Rachel N.               |  |  |       |  |  |                    |  |  |               |  |
| Dobresch Spira-Fränkel           |   | Anschel Spira-Fränkel |                         |  |  |       |  |  |                    |  |  |               |  |
|                                  |   | Dobresch N.           | …                       |  |  |       |  |  |                    |  |  |               |  |
|                                  |   | Dobresch N.           | …                       |  |  |       |  |  |                    |  |  |               |  |
|                                  |   | Dobresch N.           | …                       |  |  |       |  |  |                    |  |  |               |  |
| Elisabeth von Gutmann            |   | Dobresch N.           |                         |  |  |       |  |  |                    |  |  |               |  |
|                                  | … | …                     |                         |  |  |       |  |  |                    |  |  |               |  |
|                                  | … | …                     |                         |  |  |       |  |  |                    |  |  |               |  |
|                                  | … | …                     |                         |  |  |       |  |  |                    |  |  |               |  |
| Philipp Wodianer                 | … |                       |                         |  |  |       |  |  |                    |  |  |               |  |
|                                  |   | …                     | …                       |  |  |       |  |  |                    |  |  |               |  |
|                                  |   | …                     | …                       |  |  |       |  |  |                    |  |  |               |  |
|                                  |   | …                     | …                       |  |  |       |  |  |                    |  |  |               |  |
| Ida Wodianer                     |   | …                     |                         |  |  |       |  |  |                    |  |  |               |  |
|                                  |   | …                     | …                       |  |  |       |  |  |                    |  |  |               |  |
|                                  |   | …                     | …                       |  |  |       |  |  |                    |  |  |               |  |
|                                  |   | …                     | …                       |  |  |       |  |  |                    |  |  |               |  |
| Emma Porges                      |   | …                     |                         |  |  |       |  |  |                    |  |  |               |  |
|                                  |   | …                     | …                       |  |  |       |  |  |                    |  |  |               |  |
|                                  |   | …                     | …                       |  |  |       |  |  |                    |  |  |               |  |
|                                  |   | …                     | …                       |  |  |       |  |  |                    |  |  |               |  |
|                                  |   | …                     |                         |  |  |       |  |  |                    |  |  |               |  |